# Casimir de Vallongue
Pour les articles homonymes, voir Vallongue.
Louis-Marie-Casimir de Causse de Vallongue est un officier de marine d'Ancien Régime et un homme politique français de la Restauration.

## Biographie
Garde de la marine (1770), puis lieutenant de vaisseau (1781), Louis-Marie-Casimir de Causse, chevalier puis marquis de Vallongue, est promu capitaine de vaisseau en 1783. Il sert dans l'armée navale du comte d'Orvilliers à bord du Glorieux, commandé par son oncle le chef d'escadre Antoine Hilarion de Beausset. Admis comme chevalier dans l'ordre de Saint-Louis. Il commande la Gloire, vaisseau de 32 canons, pendant la Guerre d'indépendance américaine. De concert avec l'Aigle, commandé par le comte de La Touche-Tréville, il subit un combat avec l'Hector le 4 septembre 1782.
Il émigre pendant la Révolution, puis revient en France. Il est nommé maire de Nîmes en juillet 1815. La période est mouvementée, entre retour des Bourbons sur le trône et rivalités exacerbées entre protestants généralement libéraux et catholiques plutôt royalistes. Le chômage est aussi massif, à cause de la crise du marché de la soie.
Son premier mandat, qui court jusqu'en décembre 1817, le voit favoriser le retour de l'ordre dans la ville. Il réorganise la Garde nationale, en augmentant ses effectifs, et met un terme à la Terreur blanche dirigée contre les protestants. Prônant la tolérance religieuse, il permet la réouverture des églises chrétiennes, qu'elles soient protestantes ou catholiques, et relève les croix du cimetière catholique. En juillet 1816, il fait installer le buste de Louis XVIII dans la salle du conseil municipal de l'hôtel de ville, et fait installer des fontaines jaillissantes place des Carmes.
En août 1824, il est à nouveau nommé maire. Il meurt cependant en fonctions, le 17 mars 1825.